# Понцоне
Понцо̀не (на италиански: Ponzone; на пиемонтски: Ponson, Понсон) е село и община в Северна Италия, провинция Алесандрия, регион Пиемонт. Разположено е на 629 m надморска височина. Населението на общината е 1071 души (към 2010 г.).